# Trocholejeunea
Trocholejeunea är ett släkte av bladmossor. Trocholejeunea ingår i familjen Lejeuneaceae.
Kladogram enligt Catalogue of Life:
| Trocholejeunea | \| \| Trocholejeunea meghalayensis \| \| \| \| \| \| Trocholejeunea sandvicensis \| \| \| \| |
|                | \| \| Trocholejeunea meghalayensis \| \| \| \| \| \| Trocholejeunea sandvicensis \| \| \| \| |
|                | Trocholejeunea meghalayensis                                                                 |
|                |                                                                                              |
|                | Trocholejeunea sandvicensis                                                                  |
|                |                                                                                              |